# هجوم هورليفكا
هجوم هورليفكا هو مسرح عمليات دائر ضمن الغزو الروسي لأوكرانيا 2022 للسيطرة على أجزاء من دونيتسك أوبلاست. بدأت القوات الأوكرانية بالتقدم نحو مدينة هورليفكا، التي تسيطر عليها القوات الروسية وجمهورية دونيتسك الشعبية، وهي شبه دولة انفصالية موالية لروسيا تعترف بها روسيا فقط.
في 2 مارس، صرح المستشار الأوكراني أوليكسي أريستوفيتش أن القوات الأوكرانية بدأت في الهجوم لأول مرة خلال الحرب، وتقدمت نحو هورليفكا. صرح مركز الدفاع المعلوماتي الأوكراني لإيهور جدانوف لاحقًا أن «هناك تقارير» تفيد بأن القوات الأوكرانية قد استولت على جزء من المدينة. وأفاد بعضها بتحقيق بعض النجاح لكن لم يتسنى التحقق منها.
وفقًا للتقارير، بدأ اللواء 95 هجوم جوي الأوكراني بمهاجمة المدينة في 1 مارس. حيث تمركز الجيش الأوكراني في ضواحيها.